# 古里金站
古里金站是位于内蒙古自治区扎兰屯市古里金村的一个铁路车站，邮政编码162691。车站建于1947年，有滨洲铁路经过该站，现办理客运货运业务，车站及其上下行区间均未电气化。车站距离哈尔滨站395公里，隶属哈尔滨铁路局，是四等站。